# 上柳克郎
上柳 克郎（うえやなぎ かつろう、1922年3月5日 - 2007年12月7日）は、日本の法学者。専門は商法。学位は、法学博士（京都大学・論文博士・1989年）。京都大学名誉教授。1998年日本学士院会員。勲等は勲二等。京都帝国大学法学部助教授、京都大学法学部教授、京都大学法学部学部長、大阪学院大学法学部教授、大阪学院大学法学部学部長などを歴任。大隅健一郎門下。

## 概要
1922年（大正11年）生まれの法学者である。専門は商法であり、学位論文「商法の基礎的研究」にて1989年に法学博士の学位を取得した。
1980年に『会社法・手形法論集』を有斐閣より上梓したことで知られている。また、1999年には『商事法論集』を有斐閣より上梓した。京都帝国大学、京都大学、大阪学院大学にて教鞭を執り、のちに京都大学名誉教授となる。1997年に勲二等旭日重光章を受章しており、1998年（平成10年）には日本学士院会員に選任された。

## 家族・親族
裁判官の稲葉重子は実娘。

## 略歴

### 学歴
- 1943年（昭和18年）9月 京都帝国大学法学部卒業、同大学院特別研修生

### 職歴
- 1946年（昭和21年）10月 京都帝国大学法学部講師
- 1947年（昭和22年）7月 京都帝国大学法学部助教授
- 1954年（昭和29年）3月 京都大学法学部教授
- 1960年（昭和35年） コロンビア大学法科大学院客員教授
- 1974年（昭和49年）10月 京都大学法学部長（1976年（昭和51年）10月まで）
- 1985年（昭和60年）3月 定年退官
- 1985年（昭和60年）4月 京都大学名誉教授、大阪学院大学法学部教授（1997年（平成9年）まで）
- 1989年（平成元年）10月 大阪学院大学法学部長（1993年9月まで）

#### 学外における役職
- 1972年（昭和47年） 法制審議会商法部会委員（1997年（平成9年）3月まで）
- 1998年（平成10年） 日本学士院会員

## 栄典
- 1997年（平成9年）、勲二等旭日重光章受章

## 著書

### 主著
- 『会社法・手形法論集』（有斐閣、1980年）
- 『商事法論集』（有斐閣、1999年）

### 共著
- 『協同組合法，工業所有権法』（有斐閣、1960年） - 有斐閣法律学全集、豊崎光衛
- 『会社法1、2、3』（有斐閣） - 北沢正啓、鴻常夫
- 『手形法・小切手法』（有斐閣） - 北沢正啓、鴻常夫
- 『商法総則・商行為法』（有斐閣） - 北沢正啓、鴻常夫

この他、注釈会社法（有斐閣）の編集代表を務めた。

## その他
- 河本一郎=川又良也=龍田節=森本滋『上柳克郎先生還暦記念　商事法の解釈と展望』（有斐閣、1984年）